# ایان دلریمپل
ایان دَلریمپِل (به انگلیسی: Ian Dalrymple (‎/dælˈrɪmpəl/‎)؛ زادۀ ۲۶ اوت ۱۹۰۳ درگذشتۀ ۲۸ مارس ۱۹۸۹) یک تهیه‌کننده، کارگردان فیلم و فیلم‌نامه‌نویس اهل بریتانیا بود.